# Municipio de Platte (Minnesota)
El municipio de Platte (en inglés: Platte Township) es un municipio ubicado en el condado de Morrison en el estado estadounidense de Minnesota. En el año 2010 tenía una población de 357 habitantes y una densidad poblacional de 3,85 personas por km².

## Geografía
El municipio de Platte se encuentra ubicado en las coordenadas 46°6′49″N 94°7′19″O / 46.11361, -94.12194. Según la Oficina del Censo de los Estados Unidos, el municipio tiene una superficie total de 92.63 km², de la cual 92,52 km² corresponden a tierra firme y (0,12 %) 0,11 km² es agua.

## Demografía
Según el censo de 2010, había 357 personas residiendo en el municipio de Platte. La densidad de población era de 3,85 hab./km². De los 357 habitantes, el municipio de Platte estaba compuesto por el 99,44 % blancos, el 0,56 % eran afroamericanos. Del total de la población el 0,28 % eran hispanos o latinos de cualquier raza.